# Mors et miracula beati Verneri
Mors et miracula beati Verneri – utwór hagiograficzny, najkrótszy utwór średniowiecznej polskiej hagiografii. Jego ostateczna redakcja nastąpiła nie wcześniej niż ok. 1275 r. Bohaterem utworu jest Werner, biskup płocki.
Wydany w 1884 r. przez Wojciecha Kętrzyńskiego w czwartym tomie Monumenta Poloniae Historica.